# Рятування Арсіної
Рятування Арсіної — картина, створена венеційським художником 16 століття Якопо Тінторетто (1518—1594).
Навіть серед венеційських майстрів, таких індивідуальних і особистих, художня манера Тінторетто посідала окреме місце. Розробляючи якусь композицію, майстер ліпив маленькі фігури і прив'язував їх нитками до рами. Він міняв їх розташування, декор, ракурс тощо. Композиції Тінторетто дивують свіжістю композиційних рішень і незвичністю. Як ніхто, він володів мистецтвом використання незвичного, несподіваного ракурсу. Не менш індивідуальною була і його манера накладання фарб на полотно — швидка, темпераментна, різна за товщиною на різних місцях картини. За висловом російського художника 19 століття Сурикова, Тінторетто орав і боронив фарби пензлями на полотні, наче землю в полі.
Мотивом для створення світського за сюжетом полотна була подія, яку художник вичитав в творі «Фарсалія» давньоримського письменника Лукана. Але Тінторетто користувався переказом середньовічного французького оповідання 13 століття, де був викладений цей епізод. За французьким оповіданням Арсіноя була сестрою єгипетської цариці Клеопатри. Її спіткало нещастя і вона потрапила у вежу — в'язницю, що стояла в морі. Дівчину покохав лицар Ганімед. (І французького аноніма, і венеційського художника мало хвилювала та обставина, що у Стародавньому Єгипті не було лицарства, яке виникло значно пізніше. Легенда хвилювала уяву великим коханням, гідним самопожертви — і це було головним для художника). Ганімед підплив вночі до вежі, кинув ув'язненим жінкам драбину з канатів (разом з Арсіноєю в ув'язненні перебувала і її служниця). Жінки обережно спустилися в човен і вночі прибули в місто Александрія.
Для посилення виразності казково — легендарного полотна художник використав контраст між темними кольорами підмурків вежі, човна і обладунка лицаря з оголеними тілами двох молодих жінок.